# (27182) 1999 CL3
(27182) 1999 CL3 es un asteroide perteneciente al cinturón exterior de asteroides, descubierto el 8 de febrero de 1999 por Fumiaki Uto desde el Observatorio Uto, Kashihara, Japón.

## Designación y nombre
Designado provisionalmente como 1999 CL3.

## Características orbitales
1999 CL3 está situado a una distancia media del Sol de 3,037 ua, pudiendo alejarse hasta 3,246 ua y acercarse hasta 2,828 ua. Su excentricidad es 0,069 y la inclinación orbital 10,991 grados. Emplea 1933,39 días en completar una órbita alrededor del Sol.
Los próximos acercamientos a la órbita de Júpiter ocurrirán el 28 de abril de 2139 y el 3 de abril de 2187.
Pertenece a la familia de asteroides de (221) Eos.

## Características físicas
La magnitud absoluta de 1999 CL3 es 12,83. Tiene 10,399 km de diámetro y su albedo se estima en 0,215.